# ناگالاووا
ناگالاووا (به لاتین: Nagalawewa) یک منطقهٔ مسکونی در سری‌لانکا است که در استان جنوبی (سری‌لانکا) واقع شده‌است.